# Iwo
Pour les articles homonymes, voir Iwo.
Iwo est une ville de l'État d'Osun au Nigeria.

## Histoire
C'est un royaume traditionnel, le royaume d'Iwo ou d'Iwoland. Le titre royal d'Oluwo d'Iwoland fut porté par plus de 30 monarques. Le titulaire actuel est S.M. Oba Abdulrosheed Akanbi.